# Ferland Mendy
Ferland Sinna Mendy, född 8 juni 1995 i Meulan-en-Yvelines, är en fransk fotbollsspelare som spelar för spanska Real Madrid. Han representerar även Frankrikes landslag.